# ارتباط انسان-جانور
ارتباط انسان-جانور یا ارتباط انسان-حیوان (به انگلیسی: Human–animal communication)، ارتباطی است که بین انسان و جانوران دیگر دیده می‌شود، از نشانه‌های غیرکلامی و صداها گرفته تا استفاده از زبان.
برخی از ارتباطات انسان و جانور ممکن است در شرایط گاه به گاه دیده شود، مانند برهم‌کنش بین حیوانات خانگی و صاحبان آنها، که می‌تواند بازتاب‌دهندهٔ نوعی گفتگو باشد، در حالی که لزوماً گفتگوی کلامی نیست. سگی که مورد سرزنش قرار می‌گیرد، می‌تواند پیام را با تفسیر نشانه‌هایی مانند موضع صاحب، لحن صدا و زبان بدن درک کند. این ارتباط دوسویه است، زیرا صاحبان می‌توانند یاد بگیرند که تفاوت‌های ظریف بین پارس یا میو را تشخیص دهند و تفاوت آشکاری بین پارس سگ عصبانی که از خانه خود دفاع می‌کند و پارس شادی همان جانور هنگام بازی وجود دارد. ارتباط (اغلب غیرکلامی) در فعالیت‌های سوارکاری مانند درساژ نیز مهم است.
یک مطالعه علمی نشان داده است که ۳۰ گونه پرنده و ۲۹ گونه پستاندار در پیام‌های اصلی الگوی گام و سرعت یکسانی دارند؛ بنابراین، انسان‌ها و آن ۵۹ گونه زمانی می‌توانند همدیگر را درک کنند که «پرخاشگری، خصومت، مماشات، نزدیک شدن، تسلیم و ترس» را بیان کنند.

## پرندگان
بیشتر گونه‌های پرندگان حداقل شش تماس دارند که انسان‌ها می‌توانند آن‌ها را برای موقعیت‌هایی از جمله خطر، پریشانی، گرسنگی و وجود غذا یاد بگیرند.
کبوترها می‌توانند هنرمندان مختلف را شناسایی کنند. کبوترها می‌توانند تا ۵۸ کلمه انگلیسی چهار حرفی را با میانگین ۴۳ تشخیص دهند، اگرچه هیچ معنایی برای ارتباط با کلمات به آنها آموزش داده نشده است.
گنجشک‌های جاوه‌ای موسیقی را با نشستن روی یک سکوی خاص انتخاب می‌کردند که مشخص می‌کرد کدام موسیقی پخش می‌شود. دو پرنده باخ و ویوالدی را به شوئنبرگ یا سکوت ترجیح دادند. دو پرنده دیگر ترجیح متفاوتی در میان باخ، شوئنبرگ، صدای سفید و سکوت داشتند.
کلاغ‌ها چهره‌های مختلف انسان را شناسایی می‌کنند و به آنها پاسخ متفاوتی می‌دهند و می‌توانند آموزش ببینند تا دستور کلامی را بفهمند و به آنها پاسخ دهند.
تصویرسازی تخیلی طوطی‌های سخنگو و پرندگان مشابه در داستان‌های کودکانه رایج است، مانند طوطی سخنگو و با صدای بلند یاگو از علاءالدین دیزنی.

## نخستی‌ها
شامپانزه‌ها می‌توانند حداقل ۳۲ صدا با معنای متمایز برای انسان تولید کنند.
بابون‌ها می‌توانند به‌طور متوسط ۱۳۹ کلمه انگلیسی چهارحرفی (حداکثر ۳۰۸) را تشخیص دهند، اگرچه هیچ معنایی برای ارتباط با کلمات به آنها آموزش داده نشده است.

## سگ‌ها
بانی برگین، پژوهشگر سگ، سگ‌ها را آموزش داد تا از ۲۰ دستور نوشته‌شده روی فلش کارت‌ها، با حروف رومی یا ژاپنی اطاعت کنند، از جمله 🚫 برای دور نگه داشتن آنها از یک منطقه.
چوپان‌ها و دیگران دستورهای دقیقی را ایجاد کرده‌اند تا به سگ گله بگویند که چه زمانی حیوانات گله را حرکت دهند، متوقف کنند، جمع کنند یا جدا کنند.